# Roll on/twisted/roll off no.1
Roll on/twisted/roll on no.1 is een artistiek kunstwerk in Amsterdam Nieuw-West.
Het is ontworpen door Cor de Reus (Cornelis Johannes de Reus, 1947) en lag eerst in de Kinkerbuurt. Het werd in 1982 verplaatst naar het Sloterpark (langs de President Allendelaan). Het grotendeels liggend abstracte werk bestaat uit een plaat cortenstaal die aan de ene zijde staand is opgerold en aan het ander eind liggend. Daartussen maakt de strook een draaiing van 90 graden. Deze weergave geeft het idee dat het gebruikte materiaal soepel is, terwijl cortenstaal stug materiaal is.

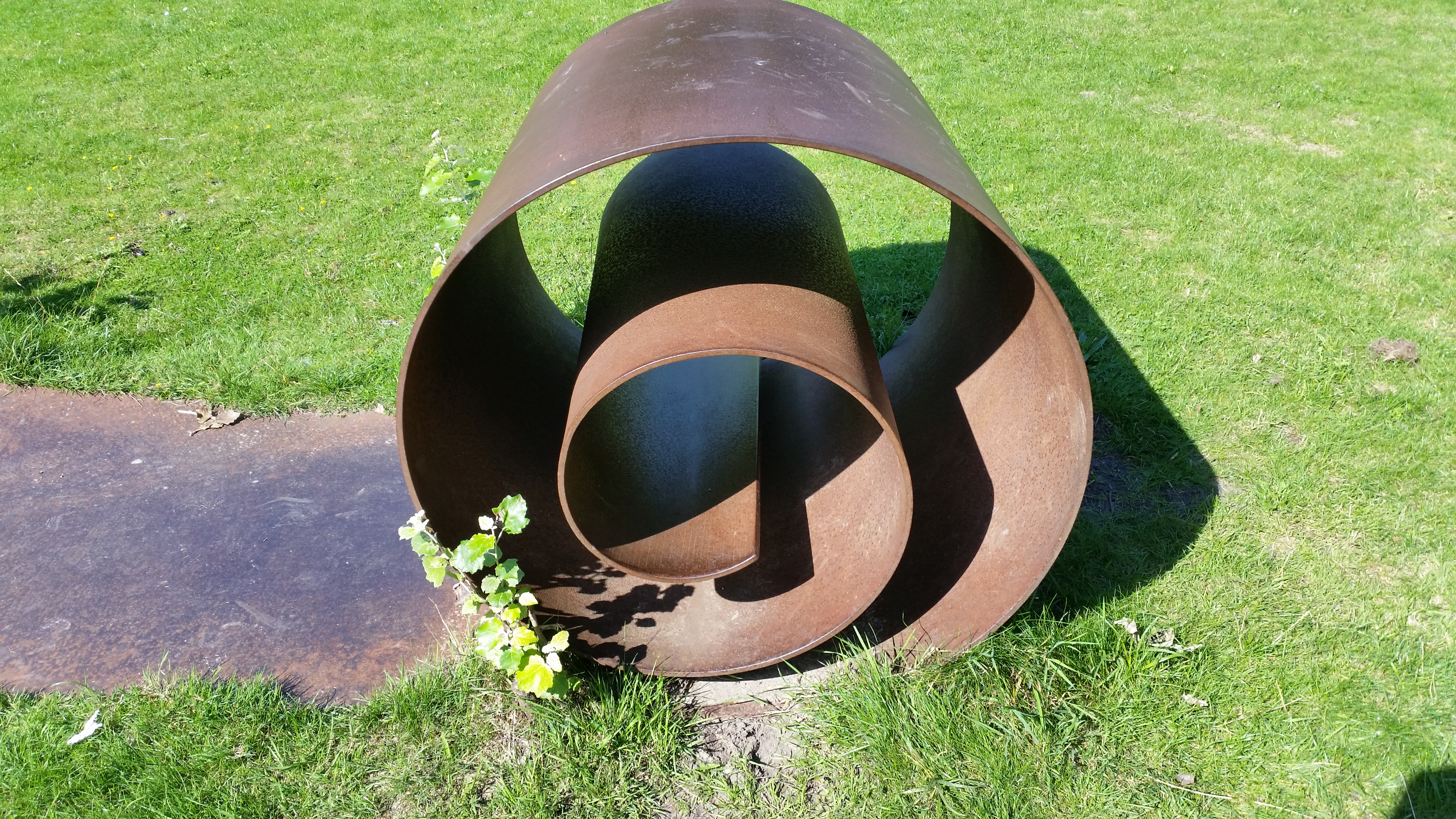
Liggende rol (september 2020)